# Xã Carr, Quận Jackson, Indiana
Xã Carr (tiếng Anh: Carr Township) là một xã thuộc quận Jackson, tiểu bang Indiana, Hoa Kỳ. Năm 2010, dân số của xã này là 1.510 người.